# 阿尔马查尔
阿尔马查尔（西班牙語：Almáchar），是西班牙安达卢西亚自治区马拉加省的一个市镇。 总面积14平方公里，总人口1928人（2001年），人口密度138人/平方公里。